# Diego de Salamanca (teólogo)
Diego de Salamanca fue un teólogo español del siglo XVIII, nacido en Burgos.
Fue colegial de San Ildefonso de Alcalá de Henares y regentó una cátedra de prima de teología en aquella Universidad. Dejó gran número de escritos teológicos, muchos de ellos inéditos.